# Schahr-e Gholghola
Schahr-e Gholghola (auch Shahr-i Ghulghulah, persisch شهر غلغله, DMG Šahr-i Ġulġula, ‚Stadt des Aufruhrs‘) ist eine teilweise zerstörte islamische Festung, die sich in der Provinz Bamiyan im Zentrum Afghanistans befindet. Im Jahr 1221 verwüstete Dschingis Khan die Stadt völlig und tötete die Bewohner. Vom 6. bis ins 10. Jahrhundert befand sich an der Stelle der heutigen zerstörten Festung die  Hauptsiedlung der damaligen politisch, militärisch und wirtschaftlich bedeutenden Stadt Bamiyan. Seit 2003 hat UNESCO die ganze Kulturlandschaft des Tals zum Weltkulturerbe erklärt.

## Geografie
Die Überreste der Festung aus dem 13. Jahrhundert liegen nahe der heutigen Stadt Bamiyan im Bamiyan-Tal auf einer Höhe von rund 2.400 Metern. Von der heutigen Stadt Bamiyan ist sie etwa 20 Minuten Fußweg entfernt.

## Geschichte
Im Jahr  1220 war das Großreich der Choresm-Schahs im Norden dieses Ortes unter den Angriffen der Mongolen unter Dschingis Khan zerbrochen und Schah Muhammad II. auf der Flucht verstorben. Um das väterliche Erbe zu retten, war Muhammads ältester Sohn und Nachfolger Dschalal ad-Din Mengübirti aus Choresm nach Südosten geflohen. Die Mongolen verfolgten ihn und kamen nach Bamiyan. Bamiyans damaliger Herrscher Jalaludin verteidigte die Festung zunächst, wurde jedoch von der eigenen Tochter verraten, die über die Wiederheirat ihres Vaters erbost war. Sie verriet den Belagerern einen geheimen Eingang in der Hoffnung, mit einer Verlobung mit dem mongolischen Herrscher belohnt zu werden. Nach der vollständigen Zerstörung vergingen einige Jahrzehnte, bevor die Stadt wiederbesiedelt wurde.
Im Bamiyan-Tal befanden sich bis zu ihrer Zerstörung durch die Taliban im März 2001 auch die kulturhistorisch wertvollen Buddhastatuen, die die Talibangruppen 1997 sprengen wollten. Obwohl Politik und Militär dies durch eine UN-Intervention zunächst abwenden konnten, sprengten am 12. März 2001 Taliban-Freischärler auf Anordnung von Mullah Mohammed Omar die Statuen.